# Boicot nazi de negocios judíos

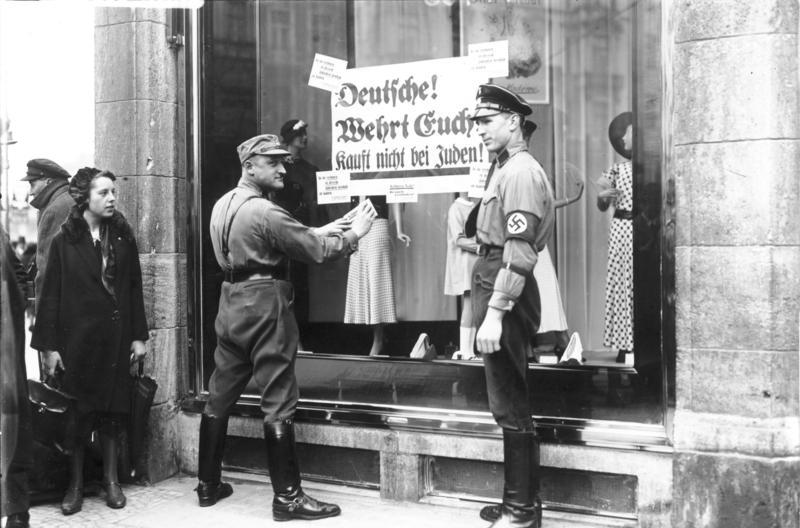
SA colocando un cartel, con el texto "¡Alemanes! ¡Defendeos! ¡No compréis a los judíos!" ("Deutsche! Wehrt Euch! Kauft nicht bei Juden!").

El boicot contra los judíos (en alemán: Judenboykott) fue una serie de acciones contra los comercios y profesionales judíos llevado a cabo por el Partido Nazi y su grupo paramilitar, las SA o Sturmabteilung. Realizado el 1 de abril de 1933, a los pocos meses que Adolf Hitler asumiera como canciller (30 de enero de 1933), el boicot fue la primera de muchas medidas contra los judíos en la Alemania nazi, que finalmente culminó en la Solución Final. Es considerada la primera acción planeada a nivel nacional en contra de los judíos.

## Desarrollo
Las SA, las tropas de asalto paramilitares nazis, se establecieron frente a los negocios y oficinas de profesionales judíos como doctores y abogados. La Estrella de David fue pintada en amarillo y negro en las puertas y ventanas de los negocios, acompañadas con lemas antisemitas y amenazas. Miembros de las SA, se establecieron frente a los comercios, impidiendo el ingreso de cualquier persona, con carteles que decían, "no compren a judíos", "alemanes defenderse frente a los judíos comprar solo en las tiendas alemanas" y "los judíos son nuestra desgracia." A lo largo de toda Alemania ocurrieron actos de violencia contra judíos y sus propiedades. La policía intervino en muy pocas ocasiones.

## Importancia histórica
Si bien el boicot duró solamente un día, este marcó el principio de una campaña a nivel nacional contra la población alemana judía. El éxito del boicot fue relativo, ya que no alcanzó las expectativas de los nazis. Muchos comercios judíos no abrieron ese día, muchos alemanes entraron a comprar en las tiendas que acostumbraban a pesar de la presión de las SA, y la mayoría de los ciudadanos no le dio importancia al boicot.

## Testimonio
Testimonio de una judía alemana:[cita requerida]

"Otro de mis recuerdos es el boicot de abril de 1933. Nuestros escaparates se vieron cubiertos con la inscripción "judío" "judío" "no compre a los judíos", y cosas por el estilo. Estos son algunos de mis recuerdos de la infancia. La vida en familia era grandiosa. Fuera de ella, no tanto. En las calles muchas veces nos insultaban. Nos llamaban "judíos sucios" y demás insultos. Durante muchos años, tuve amigas gentiles (no judías), que por supuesto por la presión de la época Nazi no se relacionaron más conmigo, y yo no me atreví a relacionarme con ellas.."